# 伊東遥
伊東 遥（いとう はるか、1986年12月13日 - ）は、日本の元AV女優。

## 人物・来歴
趣味は映画鑑賞、読書、歌うこと。特技はバドミントン。
子役としてドラマやCMに出ていた時期があり、中学生時代に本名でイメージDVDを発売した事もあった。カメラには慣れているつもりだったが、初めて実際のAV撮影に臨んだ時は緊張してしまったという。
AV出演前の経験人数は2人（高校1年の時の同じクラスだった男性と、小学生時代に同級生だった初恋の男性）。
2008年5月、『New Comer』でマックス・エーよりAVデビュー。
2009年3月25日、スカイパーフェクTV!の「スカパー!アダルト放送大賞」新人女優賞を受賞。
2010年7月1日、引退が発表された。

## 作品

### アダルトDVD
特記以外はマックス・エー発売
2008年
- New Comer（5月9日）＊デビュー作
- はじらい（6月13日）
- 僕だけのはるか（7月25日）
- 妹の秘密（8月22日）
- 爽健美女（9月26日）
- 平成JK Schooldays（10月24日）
- 遥が飲んであげる…。（11月28日）
- 水着美少女（12月26日）

2009年
- スポんchu（1月23日）
- 女教師狩り in 伊東遥（2月27日）
- Change 〜より快楽を求めて〜（3月27日）
- 伊東遥としてみませんか?（4月24日）
- ぜ〜んぶ伊東遥 デビュー1周年記念 the Best（5月22日）
- 遥がいやらしく舐めてあげる。（6月26日）
- 制服狩り（7月24日）
- 遥が本気で魅せるお掃除フェラ（8月28日）
- 伊東遥を調教するプログラム（9月25日）
- 太陽より刺激的なSEX in 伊東遥（10月23日）
- Venus Festa(ヴィーナスフェスタ）（11月6日 アリスJAPAN） ※4社の専属女優（七海なな （アリスJAPAN）、伊東（マックス・エー）、黒川きらら（KUKI）、綾瀬ティアラ（h.m.p））による共演作品。
- 声を出せない状況の伊東遥に挿入してみた。（11月27日）
- 遥はおじさんが大好きだよ（12月25日）

2010年
- ちょっと危ない野外デート 〜原宿編〜 (1月22日）
- 女教師伊東遥プライベートは変態彼氏の奴隷 (2月26日）
- AVを見ようと思ったら店員が伊東遥 (3月26日）
- 手コキ淫語一生懸命あなたの射精をお手伝いします (4月23日）
- 伊東遥とイク! 混浴温泉 大乱交バスツアー (5月28日）
- ぜ〜んぶ伊東遥 デビュー2周年記念 the Best (6月25日）
- 美人家族の誘惑 挑発的な母、積極的な姉、献身的な妹。風間ゆみ・伊東遥・歩原ひかる (7月1日）
- あま〜いセックChu（7月23日）
- 伊東遥のドキドキさせてッ!!（8月27日）
- 引退作! 誕生日は伊東遥が祝ってあげる♡（9月24日）

### オムニバス作品
2008年
- MAX GIRLS 5（5月6日）
- MAX GIRLS 6 ビキニ編（6月13日）
- MAX GIRLS 7 オリンピック編（7月11日）
- MAX GIRLS 8 浴衣編（8月8日）
- MAX GIRLS 9 ストッキング編（9月12日）
- MAX GIRLS 10 チアガール編（10月10日）
- MAX GIRLS 11 ナース編（11月13日）
- MAX GIRLS Anniversary 2枚組8時間130連発ッ!!（12月5日）
- MAX GIRLS 12 クリスマス編（12月12日）

2009年
- MAX GIRLS 13 顔射祭（1月9日）
- MAX GIRLS 14 騎乗位（2月13日）
- MAX GIRLS 15 拘束イジメ10連発!（3月6日）
- MAX GIRLS 16 誘惑×痴女（4月10日）
- MAX GIRLS 18 OLxセクハラ（6月12日）
- MAX GIRLS 19 ローションxビキニ（7月10日）
- MAX GIRLS 20 浴衣×FUCK（8月14日）
- MAX GIRLS 21 アメスク×FUCK（9月11日）
- MAX GIRLS 22 ランジェリー×FUCK（10月9日）
- MAX GIRLS 23 金ビキニ×ズラしハメ（11月13日）
- MAX GIRLS 24 サンタ×FUCK（12月11日）

2010年
- MAX GIRLS 25 制コレ×本番（1月8日）
- MAX GIRLS 26 ナース×ストッキング（2月12日）
- MAX GIRLS 27 OL×本番（3月12日）
- MAX GIRLS 28 家庭教師のお姉さんが教えてあげる（4月9日）
- MAX GIRLS 29 若妻のおねだりSEX（5月14日）
- MAX GIRLS 31 女子校生じらし責め（7月9日）
- 私立まるまる学園探偵部 みすてり!!（8月12日 つくばテレビ）
- MAX GIRLS 32 ビキニでニーハイ本番（8月13日）
- MAX GIRLS 33 お悩み相談カウンセラー（9月10日）

### 総集編
2008年
- 制コレMAX 有名女優22人4時間!!（12月26日）
- I Love New Comer The Best Vol.1（12月26日）

2009年
- MAX-A 上半期BEST 8時間2枚組（7月10日）
- 犯られまくる淫乱看護師21人（8月14日）
- 犯られまくる淫乱女教師22人（8月14日）
- 犯られまくる淫乱OL25人（9月25日）
- MAX-A Anniversary 9 56人100SEX!（12月4日）

2010年
- MAX-A 下半期BEST 8時間2枚組（2月12日）
- 先生と犯りたい!女教師狩りBEST（2月26日）
- 全部剥ぎ取りたい制服狩りBEST2枚組8時間（3月26日）
- 極-きわめ- MAX-AコンプリートBEST 【4枚組16時間】（6月11日）
- MAX-A 上半期BEST2 8時間2枚組（8月13日）
- BEST OF MAX-A‘潮吹き’‘イキ顔’‘発射＆お掃除フェラ’ 味くらべSP（12月24日）

2011年
- 貴男のために働くアイドル BEST4時間。（3月25日）

2012年
- 制服美少女の殿堂 【最上級のAV女優×女子校生】（2月13日 AV30）
- 美少女AV女優の頂点 最上級の美少女モデルがメーカーを越えて夢の共演 2000年代セレクション（3月13日 AV30）
- AV女優100人 2 伝説＆現役のトップ女優たち（3月13日 AV30）
- AVデビューの殿堂 【初めての羞じらいセックス】（5月13日 AV30）
- エクスタシー・スペシャル 新任女教師 5（6月2日 アルバトロス）＊「新任女教師 二人だけの教育実習」「新任女教師 劇場版」「新任女教師 劇場版 愛してるとか 好きだとか」「新任女教師 20th ひとりぼっちの献身」を再編集 ＊オムニバス作品

### イメージビデオ
- エロキュート（2009年2月27日 オルスタックピクチャーズ）
- パンストと黒タイツ（2010年2月19日 日本メディアサプライ）

### オリジナルビデオ
- 青春フルボッコ! 喧嘩上等仏恥義理伝説（2010年4月2日、シネマファスト）監督：増渕寿
- 青春フルボッコ!素手喧嘩番長愛羅武勇伝説（2010年10月6日、シネマファスト）監督：増渕寿
- 童貞BOYS vs 隣のお姉さん（2010年、クリエイティブアクザ）監督：増渕寿

### テレビ
- あいの恋文 #7（2009年7月、エンタ!371）
- ビ〜チ9（2009年11月、テレビ埼玉）マンスリーゲスト
- おとなのびっくりクリニック2（2010年3月、日本海テレビ）マンスリーゲスト

### 映画
- 新任女教師 劇場版 愛してるとか 好きだとか（2008年12月19日公開 ティーエムシー）監督：堀内博志 - 木村楓 役[5]
- さまよう刃（2009年10月10日公開、東映）監督: 益子昌一 - 長峰絵摩 役
- 新・監禁逃亡3 〜美姉妹・服従の掟〜 劇場版（2010年6月4日公開、新東宝映画）監督：河野浩司 栗林琴美 役（主演）[6]
- Oh!透明人間（2010年10月16日上映、インターフィルム）監督：右田昌万 益田先生 役

### 舞台
- GO，JET!GO!GO!（2009年、Air studio他）
- 私立まるまる学園探偵部 みすてり!!（2010年4月2日 - 4日、まるまる学園プロジェクト）役所ことね 役

### トレーディングカード
- AVCジューシーハニー Vol.10（2009年03月14日、ミント）

### 写真集
- Forever…（2010年3月、彩文館出版、撮影：細井智燿）ISBN 978-4775604687